# Groși (okręg Bihor)
Groși – wieś w Rumunii, w okręgu Bihor, w gminie Aușeu. W 2011 roku liczyła 943 mieszkańców.